# 魯昂美術館

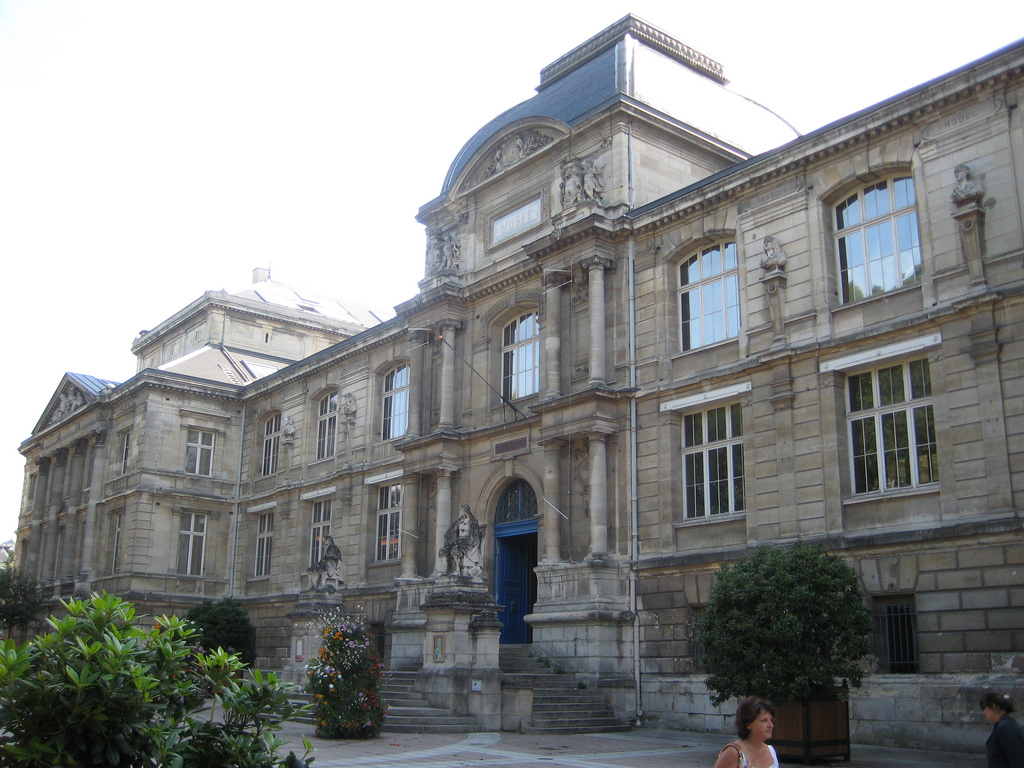
魯昂美術館

魯昂美術館（法語：Musée des Beaux-Arts de Rouen）是位於法國魯昂的一座美術館。擁有法國國內第二位的印象派藏品數。魯昂美術館開幕於1801年。現在的博物館建築修建於1877年至1888年期間。美術館擁有60個房間，展示繪畫、雕刻、素描、装飾藝術品等眾多作品。

## 外部連結
- Official website （页面存档备份，存于）